# Anthracophyllum andinum
Anthracophyllum andinum är en svampart som beskrevs av Dennis 1961. Anthracophyllum andinum ingår i släktet Anthracophyllum och familjen Marasmiaceae.   Inga underarter finns listade i Catalogue of Life.